# Gerolamo Querini
Gerolamo Querini (* 1468 in Venedig; † 19. August 1554 in Vicenza) war 1524–1554 Patriarch von Venedig.

## Biografie
Er wurde als Sohn von Girolamo und Maria Zorzi in Venedig geboren.
1490 erhielt er das Dominikaner-Habit aus den Händen seines Vorgängers, des Patriarchen Thomas Donatus und wurde im folgenden Jahr zum Priester geweiht.
Seine Bischofsweihe zum Bischof von San Pietro di Castello erhielt er am 8. Januar 1524.
Querini wurde am 21. Oktober 1524 vom venezianischen Senat zum Patriarchen gewählt und Papst Clemens VII. bestätigt. Am 1. Januar 1525 trat er in der Basilika San Pietro di Castello feierlich sein Amt an.
Ab 1533 lebte außerhalb von Venedig: zunächst in Bologna, wo er 1534 den Altar der Basilika San Domenico weihte, dann in der Nähe von Vicenza, wo er am 19. August 1554 starb.